# Overtime (Film)
Overtime ist ein französischer Computeranimationsfilm von Oury Atlan, Thibaut Berland (also known as Breakbot) und Damien Ferrie aus dem Jahr 2004. Er entstand an der Supinfocom Valenciennes.

## Handlung
Der Film zeigt eine Gruppe von identischen Stoffpuppen, die große Ähnlichkeit mit Kermit dem Frosch haben. Sie entdecken ihren Erschaffer, einen älteren Animationsfilmer, leblos in seinem Atelier. Seinen Tod nicht wahrhaben wollend, feiern sie mit dem toten Körper eine Party, kochen und essen gemeinsam und gehen ins Kino. So wie zuvor ihr Schöpfer sie bewegt hat, so bewegen nun die Kreaturen ihren toten „Vater“.

## Anmerkung
Der Film wird vielfach als Hommage an Jim Henson und an die klassische Puppenfilmanimation verstanden: Die Ära der handgemachten Stop-Motion-Animation neigt sich dem Ende und wird von der neuen, digitalen Computeranimation abgelöst – gleichwohl ihre Geschöpfe (zum Beispiel Kermit der Frosch) in den Herzen der Fans weiterleben.

## Auszeichnungen
- Ottawa International Animation Festival: Best Graduate Film 2005
- Internationales Trickfilmfestival Stuttgart: Young Animation Award 2006